# Тиберий Кануций
Тиберий Кануций (на латински: Tiberius Cannutius или Canutius) e политик на късната Римска република през 1 век пр.н.е. по време на убийството на Цезар.
Произлиза от фамилията Кануции. През 44 пр.н.е. Тиберий Кануций e народен трибун. Консули тази година са Гай Юлий Цезар и Марк Антоний. Той е в опозиция на Марк Антоний. След смъртта на Цезар той поддържа Октавиан, племенникът на Цезар. Когато Октавиан пристига в Рим в края на октомври 44 пр.н.е. Кануций го посреща и говори на народа да му се помогне.
През 43 пр.н.е. участва в Перузинската война и е убит в Перузия през 40 пр.н.е.